# Marcus Brunson
Marcus Brunson (né le 24 avril 1978 à Mesa en Arizona) est un athlète américain, spécialiste des épreuves de sprint. 

## Biographie
Il remporte la médaille d'or du 100 mètres lors de l'Universiade d'été de 2001, à Pékin, dans le temps de 10 s 15.
Le 18 août 2006, à Zurich, il franchit la barrière des dix secondes au 100 m en établissant le temps de 9 s 99 (+ 1,0 m/s).

### Palmarès
| Date | Compétition       | Lieu  | Résultat | Épreuve   | Performance |
| ---- | ----------------- | ----- | -------- | --------- | ----------- |
| 2001 | Universiade d'été | Pékin | 1er      | 100 m     | 10 s 15     |
| 2001 | Universiade d'été | Pékin | 2e       | 4 × 100 m | 39 s 14     |

### Records
| Épreuve | Performance | Lieu   | Date          |
| ------- | ----------- | ------ | ------------- |
| 100 m   | 9 s 99      | Zurich | 18 août 2006  |
| 200 m   | 20 s 37     | Walnut | 22 avril 2001 |